# Таранто (провінція)
Провінція Таранто (італ. Provincia di Taranto) — провінція в Італії, у регіоні Апулія. 
Площа провінції — 2 430 км², населення — 578 191 осіб.
Столицею провінції є місто Таранто.

## Географія

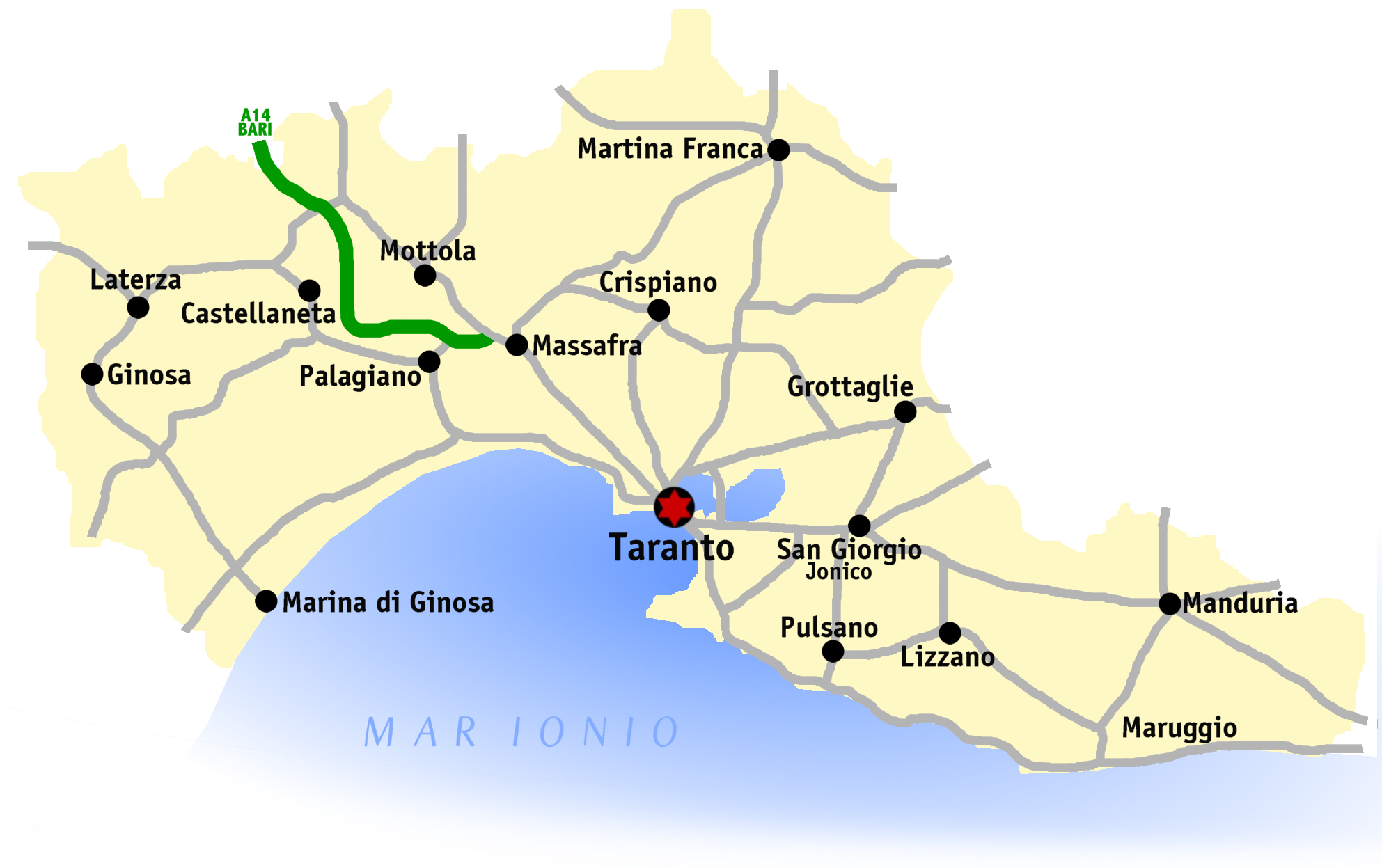
Мапа провінції

Межує на заході з регіоном Базиліката (провінцією Матера), на півночі з провінцією Барі, на сході з  провінцією Бриндізі, на південному сході з провінцією Лечче.